# جنگل بیاوویسکا
جنگل بیاوویسکا (بلاروسی: Белавежская пушча, Biełaviežskaja Pušča; لیتوانیایی: Baltvyžio giria; لهستانی: Puszcza Białowieska تلفظ لهستانی: [ˈpuʂt͡ʂa ˌbʲawɔˈvʲɛska] ()) یکی از آخرین و بزرگترین جنگل‌های باقی مانده از جنگل اولیه بسیار بزرگ در اروپا است که زمانی سراسر دشت‌های این قاره را پوشانده بود.
این جنگل با مساحت ۳٬۰۸۵٫۸ کیلومتر مربع در بخشی از کشورهای لهستان و بلاروس قرار دارد محل زندگی گاومیش اروپایی یا ویسنت می‌باشد. در سال ۱۹۷۹ جنگل بیاوویسکا در فهرست میراث جهانی یونسکو به ثبت رسیده است.

## نگارخانه

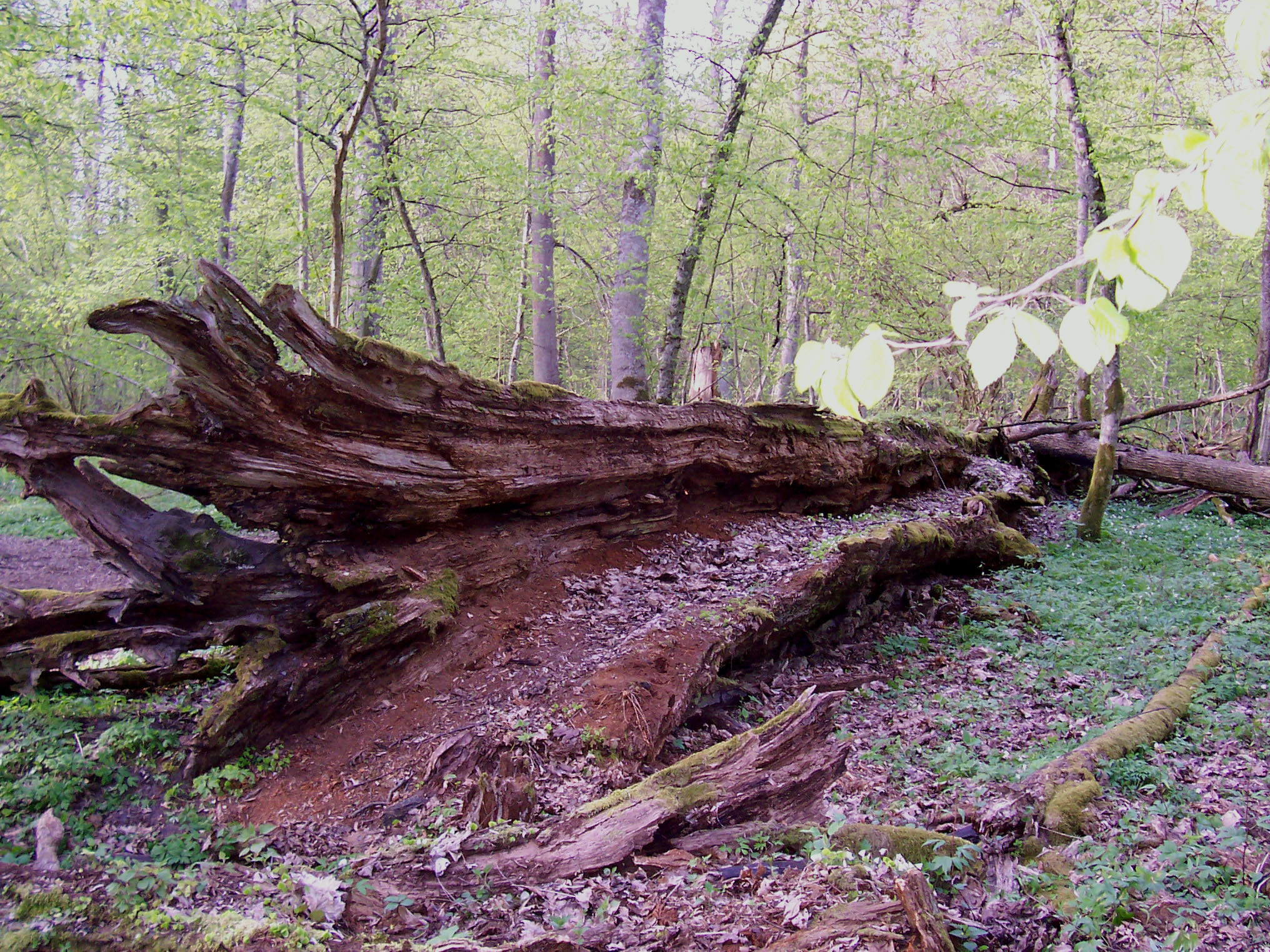
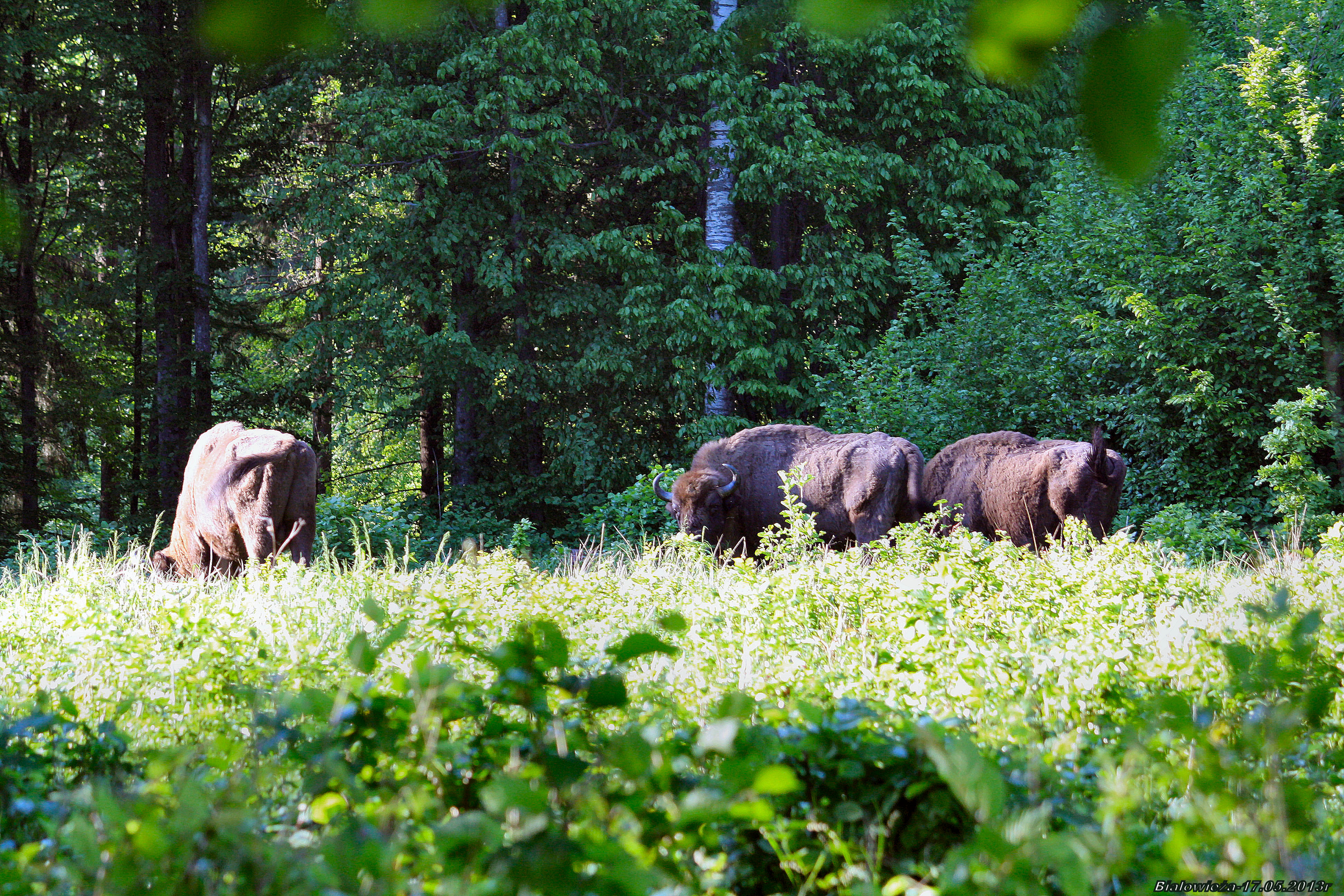
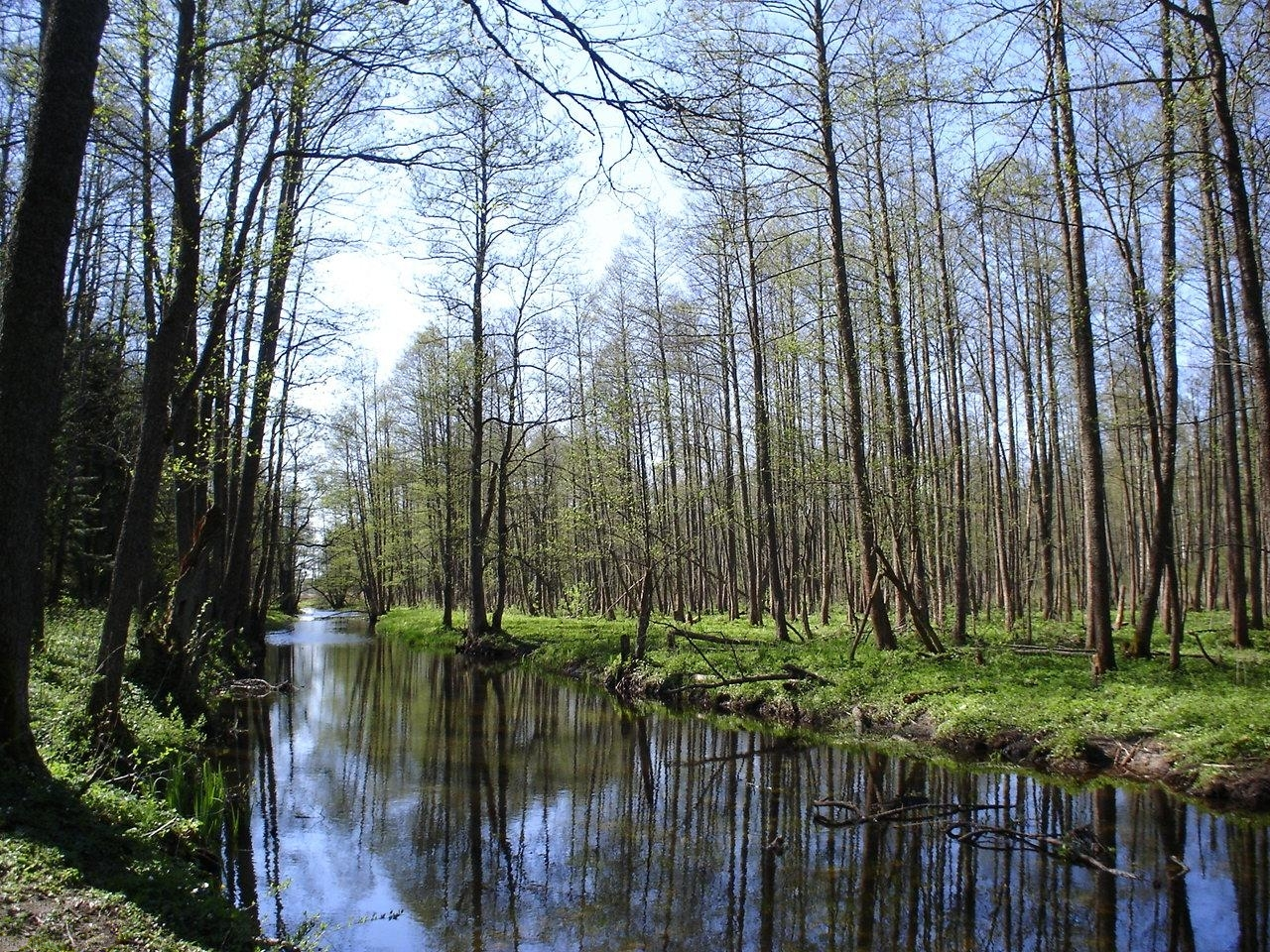
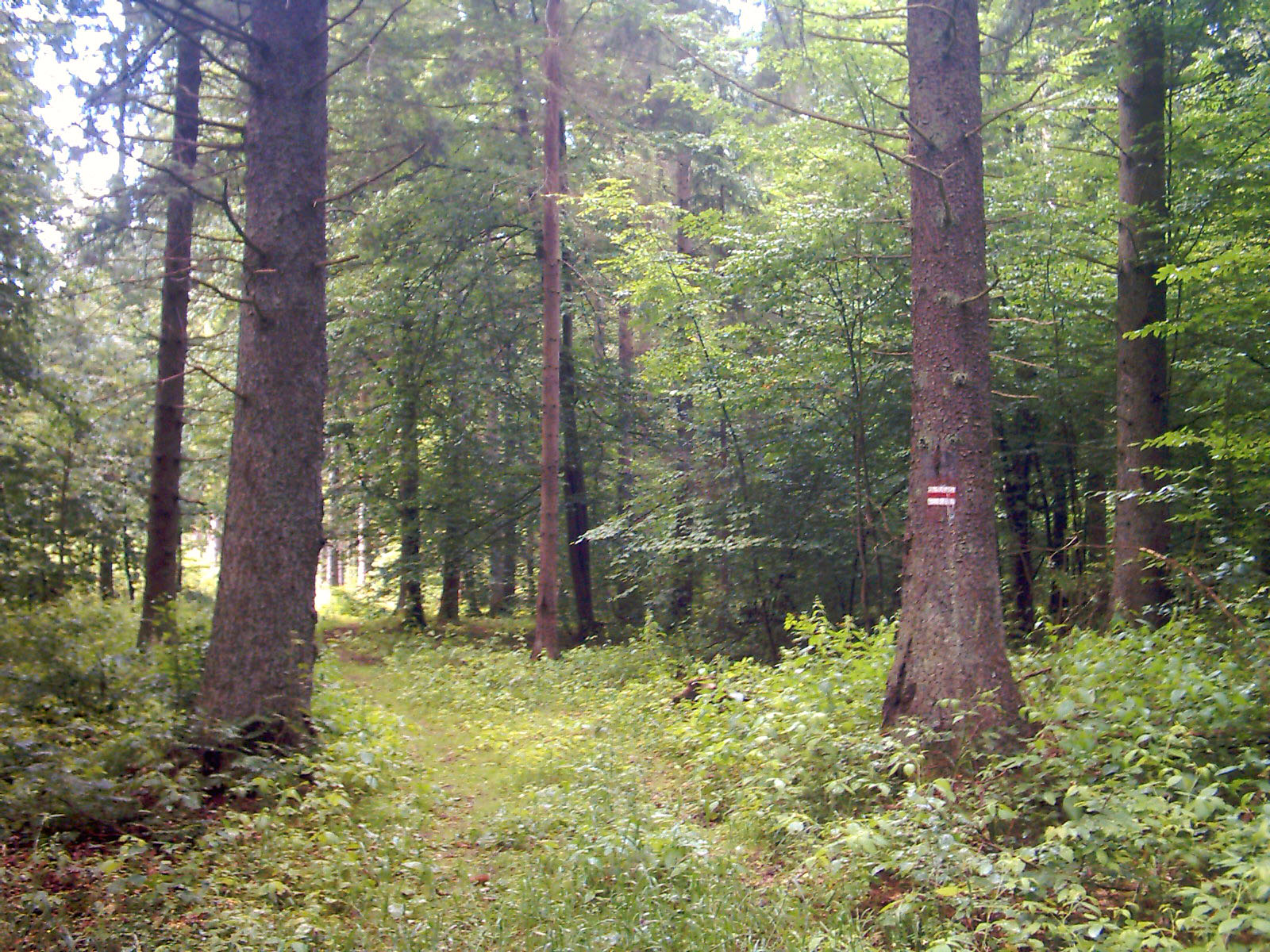
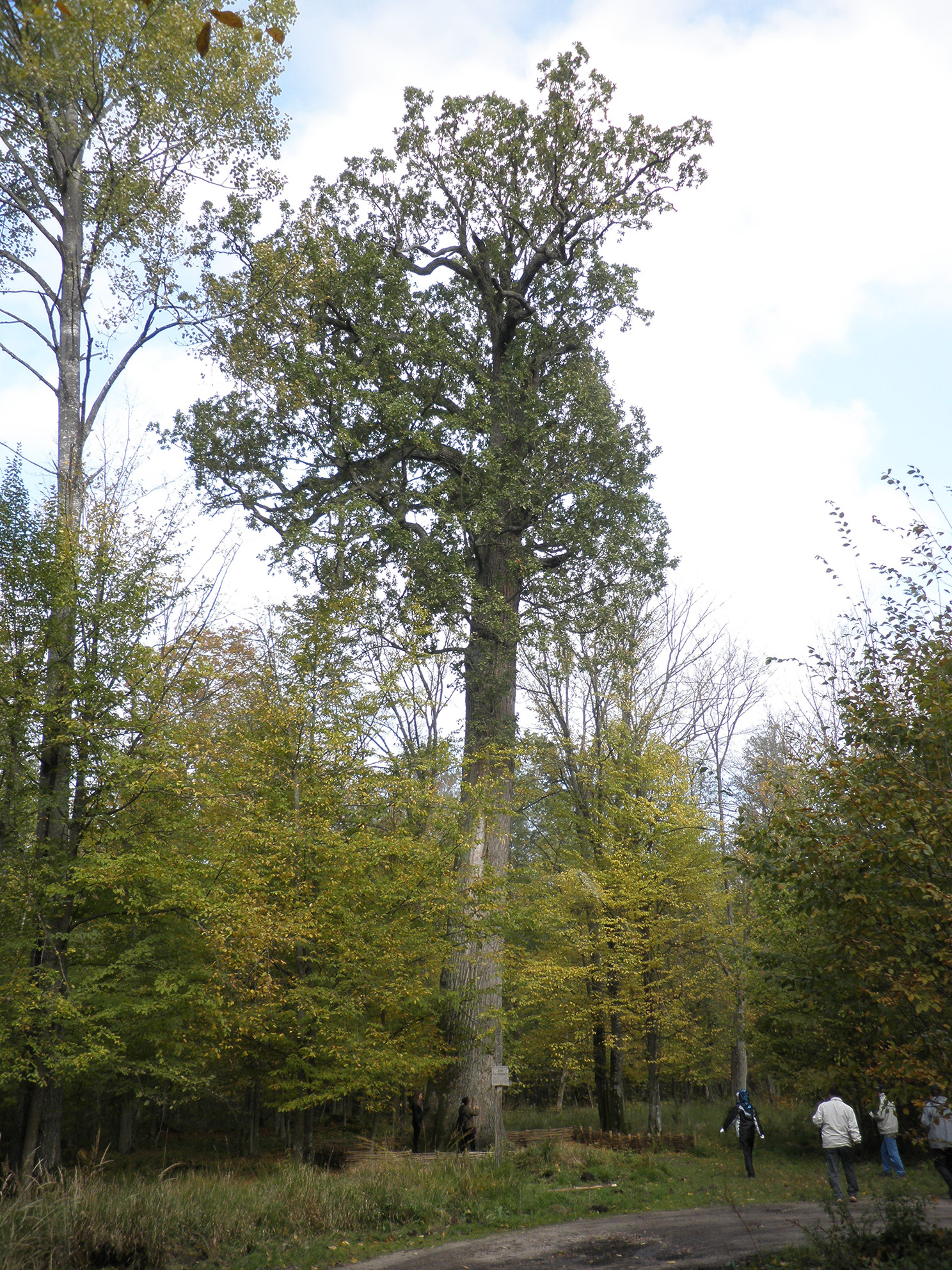